# Bernardo Alberte
Bernardo Alberte (Avellaneda, Buenos Aires; 17 de noviembre de 1918 - Capital Federal, 24 de marzo de 1976) fue un militar, periodista y político argentino, miembro del Ejército, coronel (póstumo) y persona de confianza de Juan Domingo Perón durante su exilio. Fue víctima de homicidio por los golpistas del 24 de marzo de 1976, siendo la primera persona asesinada por razones políticas tras el golpe.

## Carrera militar
Egresó del Colegio Militar —del que fue abanderado— a los 21 años, e hizo una carrera militar; en octubre de 1945 fue arrestado y dado de baja por intentar sublevar la Escuela de Infantería de Campo de Mayo en defensa del coronel Juan Domingo Perón, arrestado en esos días. Dos días más tarde, la movilización popular logró la libertad de Perón, y que fue elegido presidente de la Nación cuatro meses más tarde.
Alberte fue reincorporado al Ejército, y en 1954 fue nombrado edecán del presidente Perón, con el grado de mayor. Fue parte de la resistencia ante el bombardeo de la Plaza de Mayo de 1955, perpetrado por civiles y militares antiperonistas que mató a más de 308 personas e hirió a más de 700. Lo acompañó durante el golpe de Estado de septiembre de 1955. Fue arrestado, degradado, dado de baja y enviado preso a Ushuaia durante aquella dictadura. Apenas recuperada la libertad, en 1956, se exilió en el Brasil.
Regresó a Buenos Aires en 1959, tras la amnistía decretada por el presidente Arturo Frondizi, y abrió una zapatería y luego una tintorería. Allí se reunían miembros de la resistencia peronista, tratando de coordinar sus acciones políticas, mientras el peronismo estaba proscripto. Entre sus compañeros de militancia se encontraban Julio Troxler y Gustavo Rearte.
A comienzos de 1967, tras el fracaso político del neoperonismo, Perón lo nombró su delegado personal en la Argentina, desde comienzos de 1967.
Tras la creación de la CGT de los Argentinos, favorecida por Alberte, Perón lo relevó de ese cargo en  marzo de 1968. Identificado con la izquierda peronista y editor del periódico Con Todo, órgano del peronismo revolucionario, y en septiembre de ese año, tras el fracaso del operativo guerrillero de las FAP (Fuerzas Armadas Peronistas) en Taco Ralo, provincia de Tucumán, los defendió públicamente.
En 1969, el dictador Juan Carlos Onganía ofreció a todos los oficiales dados de baja por peronistas reincorporarlos al Ejército, con la única excepción de Perón. Alberte rechazó el ofrecimiento.
Fue reincorporado al Ejército en 1973, durante la presidencia de Héctor J. Cámpora, y ascendido al grado de teniente coronel. Durante la presidencia de María Estela Martínez de Perón denunció el accionar terrorista de la Triple A, que intentó secuestrarlo.

## Muerte
En la madrugada del 24 de marzo de 1976, pocos minutos después del golpe de Estado que terminó con la presidencia de la viuda de Perón, el domicilio de Bernardo Alberte fue asaltado por un grupo de policías y militares. En ese momento Alberte se encontraba escribiendo una carta al teniente general Jorge Rafael Videla, advirtiéndole que un golpe de Estado era un error histórico. Los delincuentes lo redujeron y entre todos lo arrojaron desde la ventana del sexto piso por el pulmón del edificio, causándole la muerte.

## Juicio, reconocimiento y homenaje
Un largo juicio por su asesinato fue cerrado durante la presidencia de Raúl Alfonsín, pero fue reabierto durante la presidencia de Néstor Kirchner en 2003. En 2006, Kirchner lo ascendió post mortem al grado de coronel.
Desde diciembre de 2006, una plaza del barrio de Villa Soldati, en la ciudad de Buenos Aires, lleva su nombre. desde 2015 el Concejo Deliberante de Avellaneda le puso su nombre una esquina del partido bonaerense.
El 23 de marzo de 2018, en las vísperas de un nuevo aniversario del golpe de Estado de 1976 y de su asesinato, la organización Nacional Peronismo Militante inauguró en la localidad bonaerense de Avellaneda, de donde era Alberte, una unidad básica con su nombre, donde asistieron familiares y amigos del coronel. En marzo de 2022, fue públicamente homenajeado en el Ministerio de Defensa en presencia del ministro Jorge Taiana y del Jefe del Estado Mayor Conjunto de las Fuerzas Armadas, por considerarlo «un hombre que quiso al Ejército Argentino, que quiso a su patria, y que entendió al peronismo como la mejor forma de expresar los valores de solidaridad y justicia»; en el acto se actualizó su legajo, incorporándose su ascenso post mortem al grado de coronel.